# Дюричкова, Мария
Мария Дюричкова (словац. Mária Ďuríčková; род. 29 сентября 1919, Зволенска Слатина — 15 марта 2004, Братислава) — словацкая писательница, переводчица, автор детских произведений.

## Биография
Родилась в 1919 году в Зволенской Слатине в крестьянской семье. Окончила школу в родной деревне, отучилась в педагогическом колледже. Продолжила обучение в Братиславе на педагогическом факультете, но не окончила. Проработала учительницей в некоторых городах Словакии, писала детские произведения в таких журналах как «Дружба» и «Зоречка». Также работала в разных издательствах (с 1954 года в SDNT, затем в «Молодые годы» (словац. Mladé letá). Также занималась переводами с немецкого и чешского на русский и словацкий. С 1969 по 1971 год проработала главным редактором журнала «Солнечный свет» (словац. Slniečko).

## Работы
Писала сказки, переводила с чешского и немецкого на русский и словацкий языки, известна своими произведениями:
- Снежный дом
- Данка и Янка
- Белая княжна. Сборник сказок
- Между прочим, это здорово
- Девичья башня на Девине
- Завтра будет хорошо
- Дунайская королева
- Братиславский колокол
- Бумажная сказка
- Солдат и Царица
- Братец из тыквы
- Хлеб великанов
- Майка-болтушка
- Сироты
- Мы из 8 А
- Жаба

Её произведения переведены на многие языки: чешский, итальянский, русский (Данка и Янка, Майка-Болтушка), английский (Белая принцесса), польский, голландский, болгарский, сербско-хорватский, молдавский.
Под её редакцией были опубликованы следующие сборники сказок: «Золотые ворота», «Словацкие сказки», «Словацкие сказки Павла Добшинского» в двух частях и другие.